# Caleta Vidal
Caleta Vidal es un pueblo peruano ubicado en el distrito de Supe, perteneciente a la provincia de Barranca del departamento de Lima, en la costa central del Perú. 

## Ubicación
Caleta Vidal se ubica al suroeste de la provincia de Barranca, en el distrito de Supe, en el departamento de Lima.

## Demografía
En 2017 Caleta Vidal tenía una población de 1001 habitantes.
| Gráfica de evolución demográfica de Caleta Vidal entre 1993 y 2017 |
|                                                                    |
| Fuentes: Población 1993 y 2017                                     |